# Prioníneos
Prioníneos (Prioninae) é uma subfamília de coleópteros da família Cerambycidae.

## Tribos
- Tribo Acanthophorini Thomson, 1864
- Tribo Aegosomatini Thomson, 1861
- Tribo Anacolini Thomson, 1857
- Tribo Cacoscelini Thomson, 1861
- Tribo Callipogonini Thomson, 1861
- Tribo Calocomini Galileo & Martins, 1993
- Tribo Cantharocnemini Thomson, 1861
- Tribo Closterini Lacordaire, 1869
- Tribo Ergatini Fairmaire, 1864
- Tribo Eurypodini Gahan, 1906
- Tribo Hopliderini Thomson, 1864
- Tribo Macrodontiini Thomson, 1861
- Tribo Macrotomini Thomson, 1861
- Tribo Mallaspini Thomson, 1861
- Tribo Mallodonini Thomson, 1861
- Tribo Meroscelisini Thomson, 1861
- Tribo Prionini Latreille, 1802
- Tribo Remphanini Lacordaire, 1868
- Tribo Solenopterini Lacordaire, 1868
- Tribo Tereticini Lameere, 1913
- Tribo Vesperoctenini Vives, 2005